# ملنیکوو (سرزمین آلتای)
ملنیکوو (به لاتین: Melnikovo) یک منطقهٔ مسکونی در روسیه است که در سرزمین آلتای واقع شده‌است.